# エブラヒム・ヘマトニア

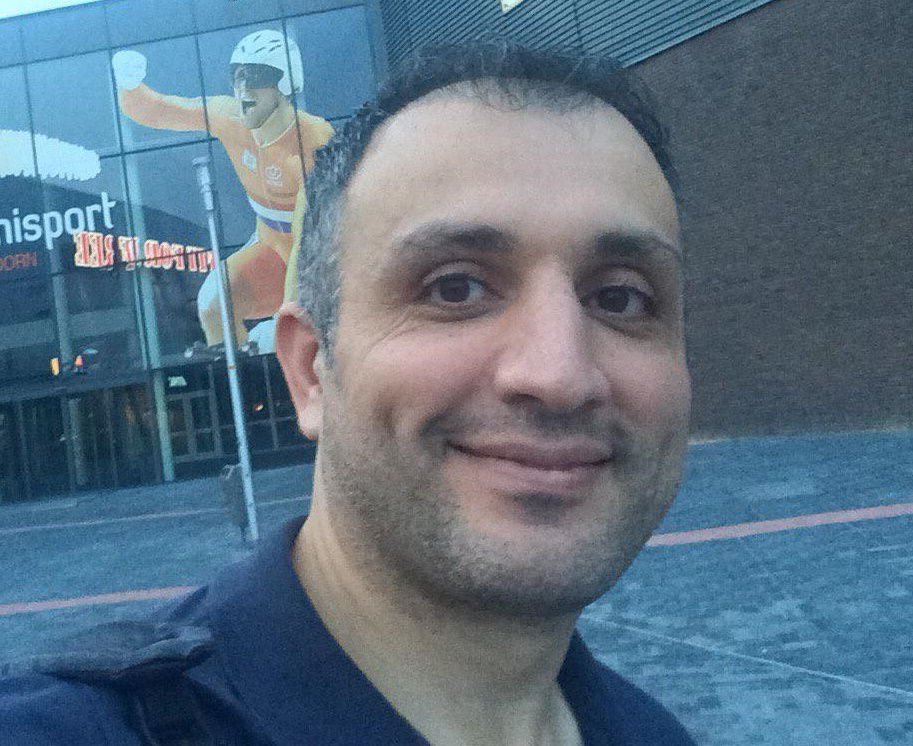
エブラヒム・ヘマトニア

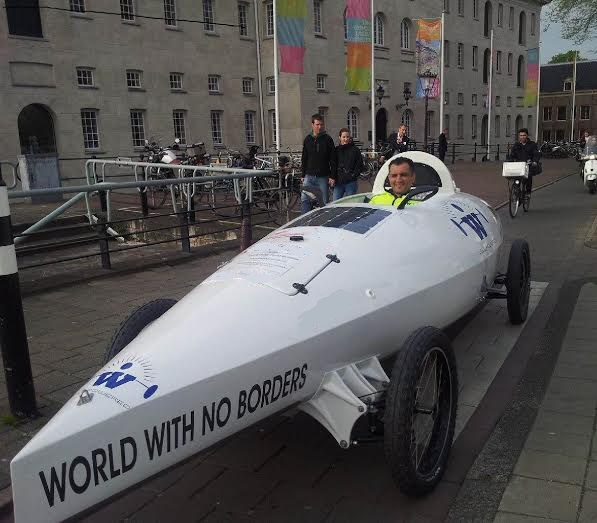
エブラヒム・ヘマトニア 彼のボートバイクインチ

エブラヒム・ヘマトニア（Ebrahim Hemmatnia、1976年6月25日 - ）は、オランダの冒険家。
水陸ともに操作できる人力車両である水陸両用バイク（ボートバイクとも呼ばれる）に乗り、68日間かけて世界初となる大西洋横断に成功。また、ダカール、ナタル、ジョアン・ペソア、レシフェ、アラカジュ、サルバドール、ヴィトリア、リオデジャネイロ、サンパウロといった大都市を走破した。